# Campana di Mingun

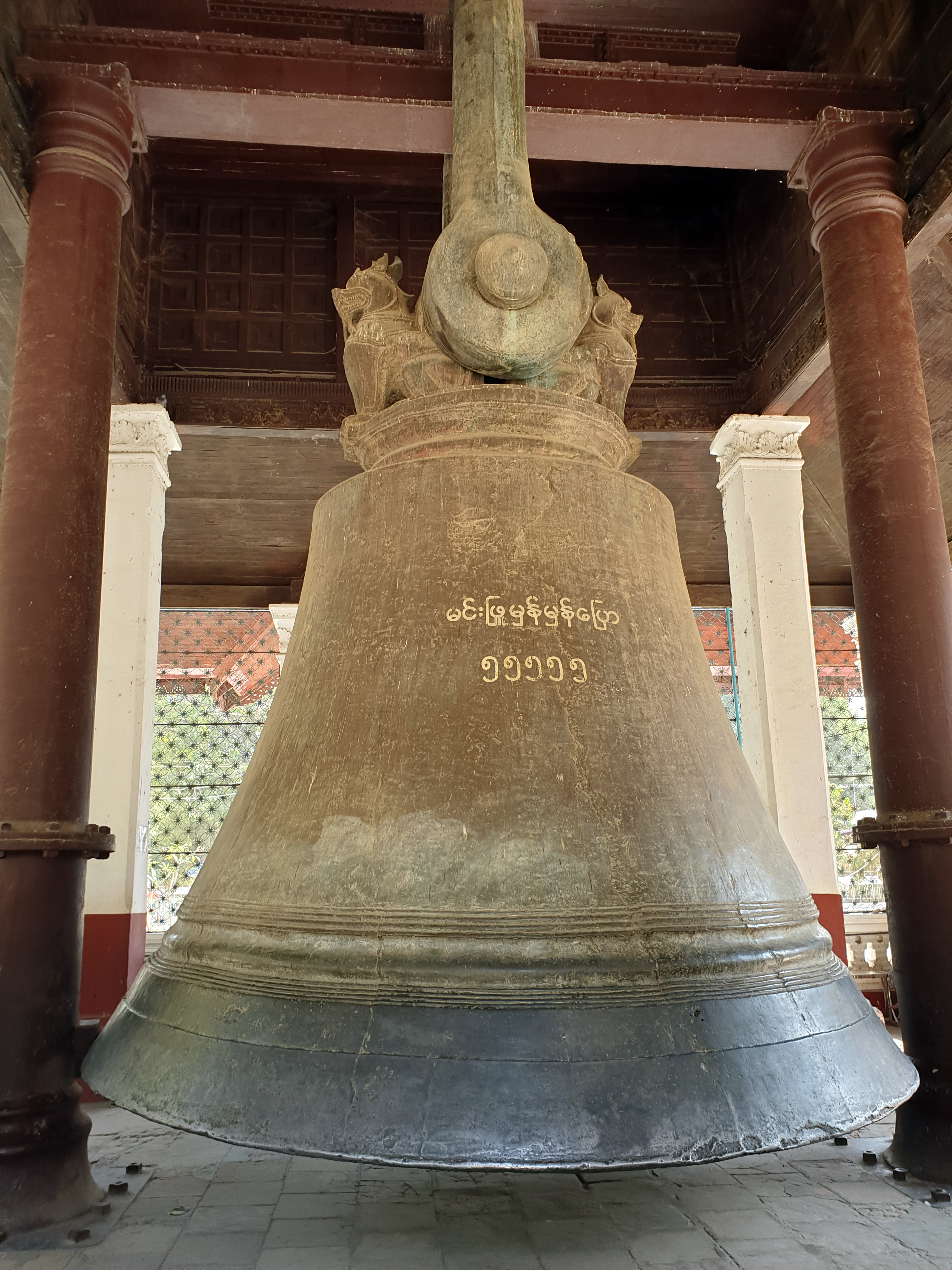

La campana di Mingun (in birmano မင်းကွန်းခေါင်းလောင်းတော်ကြီ, mɪ́ɰ̃ɡʊ́ɰ̃ kʰáʊɰ ̃láʊɰ̃ dɔ̀ dʑí) è situata nell'omonimo villaggio della regione di Sagaing, in Birmania.

## Storia
La campana, che avrebbe dovuto far parte del Pahtodawgyi di Mingun, poi rimasto incompiuto, venne fusa nel 1808 e completata due anni dopo. Si narra che venne fusa sulla sponda orientale del fiume Irrawaddy e trasportata dall'altra parte del fiume grazie a due imbarcazioni, le quali, dopo aver attraversato il fiume, avrebbero proceduto tramite due canali costruiti appositamente. Tali corsi d'acqua sarebbero stati quindi arginati e la campana sollevata alzando il livello dell'acqua aggiungendovi della terra prima che venisse sospesa.
I supporti della campana cedettero a causa del forte terremoto che si abbatté in Birmania il 23 marzo 1839. L'oggetto venne sospeso nuovamente dalla Irrawaddy Flotilla Company nel marzo 1896 tramite leve e martinetti e grazie ai fondi di una sottoscrizione pubblica. L'evento venne immortalato dal fotografo Felice Beato.
La campana di Mingun fu quella più grande del pianeta fino al 2000, quando venne costruita quella destinata al tempio di Foquan di Pingdingshan, in Cina, che pesa 116 tonnellate.

## Descrizione
La campana di Mingun si trova sul sito storico del tempio buddista Pahtodawgyi, ed è una di quelle più grandi funzionanti del mondo. Ha un diametro esterno di 4.95 m, un diametro interno di 3.51 m, una circonferenza di 15.4 m, un'altezza di 6.31 m, uno spessore compreso tra 15 e 30 cm e pesa 90.718 kg, corrispondenti a 55,555 peittha. Tale misurazione viene spesso riportata dai birmani con l'accorgimento mnemonico Min Hpyu Hman Hman Pyaw (in birmano မင်းဖြူမှန်မှန်ပြော), ove le consonanti corrispondono al numero 5 dell'astronomia e numerologia birmane. Il peso della campana e tale formula mnemonica sono riportati sulla sua superficie. Affinché il suo suono fosse dolce, i suoi costruttori la realizzarono in bronzo, oro, argento, ferro e piombo. Essa non presenta un batacchio, ma risuona colpendola dall'esterno.